# SEAT Ibiza
 (транскр.  ибиза) је аутомобил који производи шпанска фабрика аутомобила Сеат. Производи се од 1984. године до данас. Тренутно се производи четврта генерација. Ибица је најуспешнији и најпродаванији Сеатов аутомобил, јер је произведено скоро 5 милиона возила.

## Галерија
- Ибица I генерација
- Ибица II генерација
- Ибица II генерација редизајн
- Ибица III генерација
- Ибица III генерација редизајн
- Ибица IV генерација
- Ибица IV генерација редизајн
- Ибица IV генерација други редизајн
- Ибица V генерација